# Musée de plein air de Villeneuve-d'Ascq
Le musée de plein air de Villeneuve-d'Ascq se donne pour but de conserver et valoriser le patrimoine architectural rural régional (Hauts de France).
Situé au cœur du Val de Marque, le musée de plein air à Villeneuve d’Ascq propose de découvrir les richesses de l’architecture rurale des XVIIe, XVIIIe et XIXe siècles.
Il réunit une vingtaine de bâtiments qui ont été sauvés de la démolition et ont été réédifiés sur le site du musée afin de remplir le rôle de témoins patrimoniaux de ces temps révolus.
De nombreux artisans travaillent sur place, entretenant un patrimoine rare et précieux : celui des métiers traditionnels. Le musée accueille aussi un beau cheptel d’animaux domestiques de races régionales.
L’association « Monique Teneur, sauvegarde du patrimoine rural » est à l’origine du musée.
La MEL assure, de son côté, la gestion, l’entretien et l’accueil du public.

## Description
L'Association de sauvegarde du patrimoine rural a sauvé depuis les années 1990, une vingtaine de bâtiments anciens (XVIe, XVIIe, XVIIIe et XIXe siècles) de la région Nord-Pas-de-Calais, en les transférant dans le musée où ils sont à découvrir.
Chaumières et granges en ruine ou qui vont être démolies (passage d'autoroute, de chemin de fer, etc.) sont remontées dans leur environnement reconstitué avec fidélité. Des artisans (tailleurs de pierre, forgeron, jardiniers de pays, charpentier, sculpteur sur bois, bourrelier, créateur de marionnettes) animent le musée, peuplé d'animaux régionaux (souvent des espèces en voie de disparition) : lapins géants des Flandres, moutons boulonnais, oies flamandes, etc.
Dans un parc de quatorze hectares, le musée présente une vingtaine de bâtiments d'usages divers issus des pays d'Artois, de Flandre, de Picardie et du Hainaut. Chaumières, granges, bergeries, forge, chartils, à pans de bois, briques et torchis, couverts de pannes ou de paille, relatent les aspects de la vie rurale et de la mémoire régionale. Sur le site, jardins, haies, mares, chemins tracent les prémices d’un village de l’artisanat, des arts et des cultures populaires.
Le musée est un espace de valorisation du patrimoine vernaculaire rural au Nord de Paris. Miroir de la vie rurale passée, il en présente l'âme et les spécificités. Ce site valorise de nombreuses disciplines : sciences humaines, histoire, ethnologie, arts et traditions populaires, artisanat.
Destiné à sensibiliser le public au patrimoine régional et à sa sauvegarde, le musée est aussi un lieu de rencontre, de recherche et de formation pour les acteurs de la construction.

## Galerie

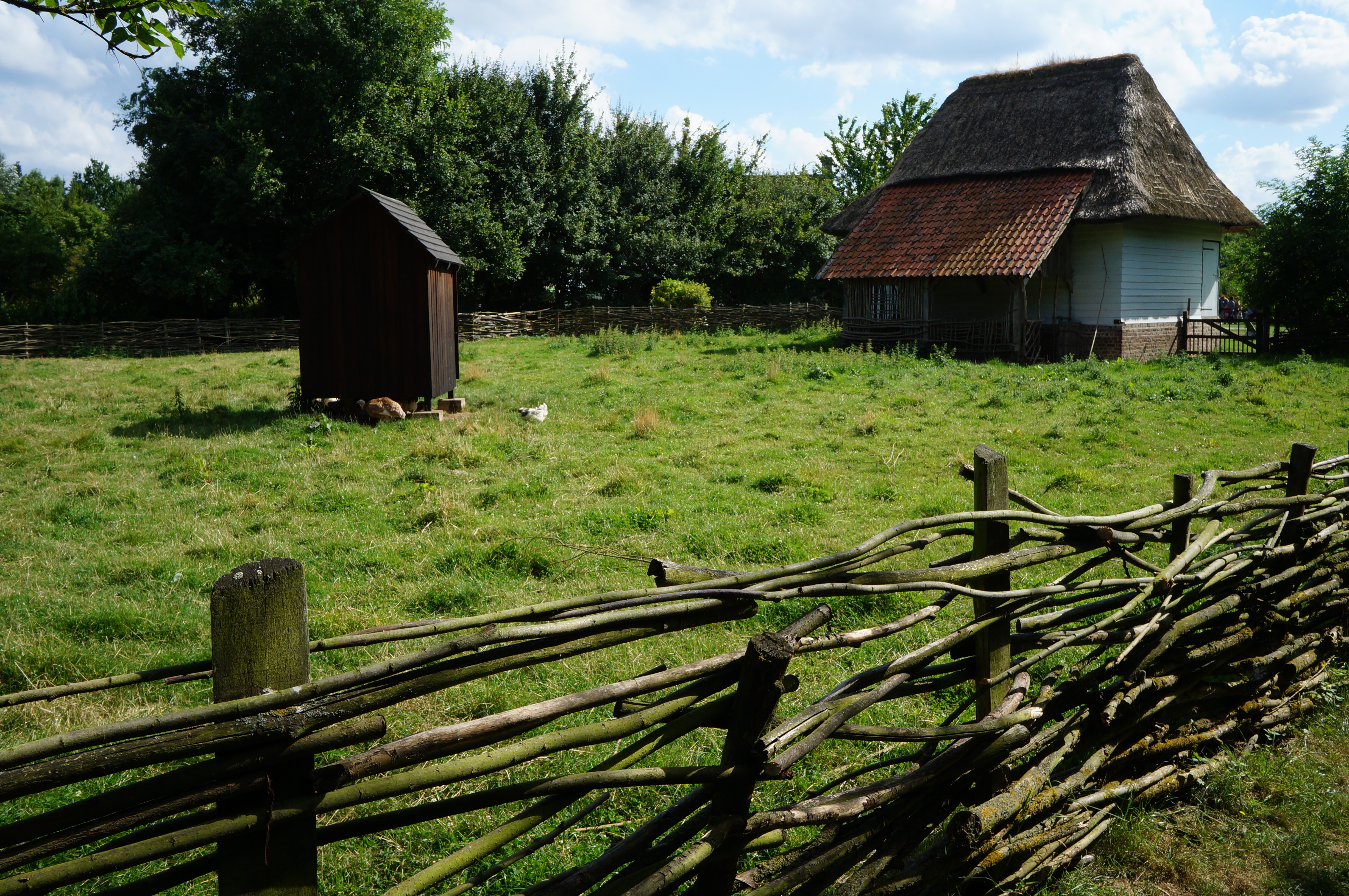
Germoir de Warhem
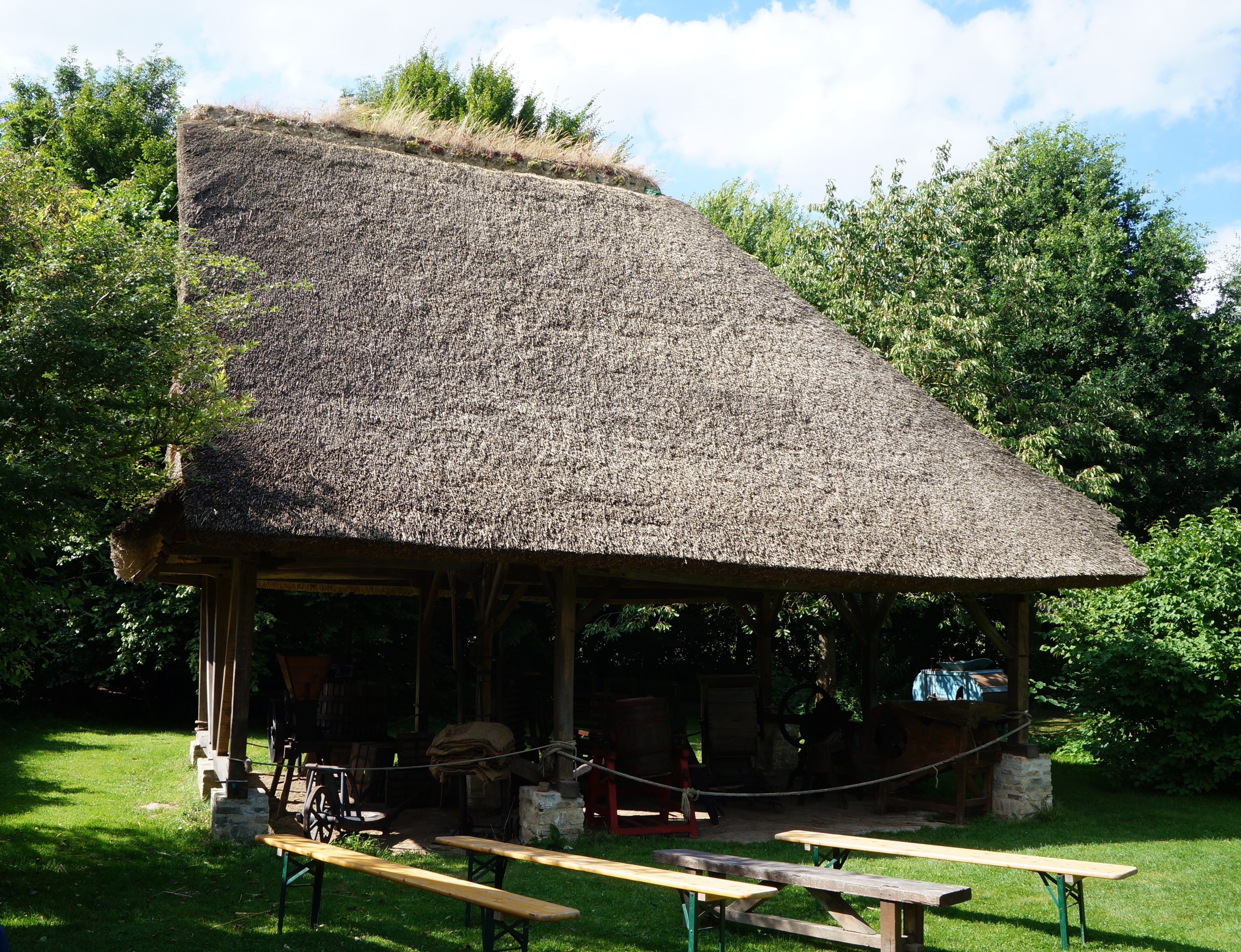
Chartil d'Eringhem
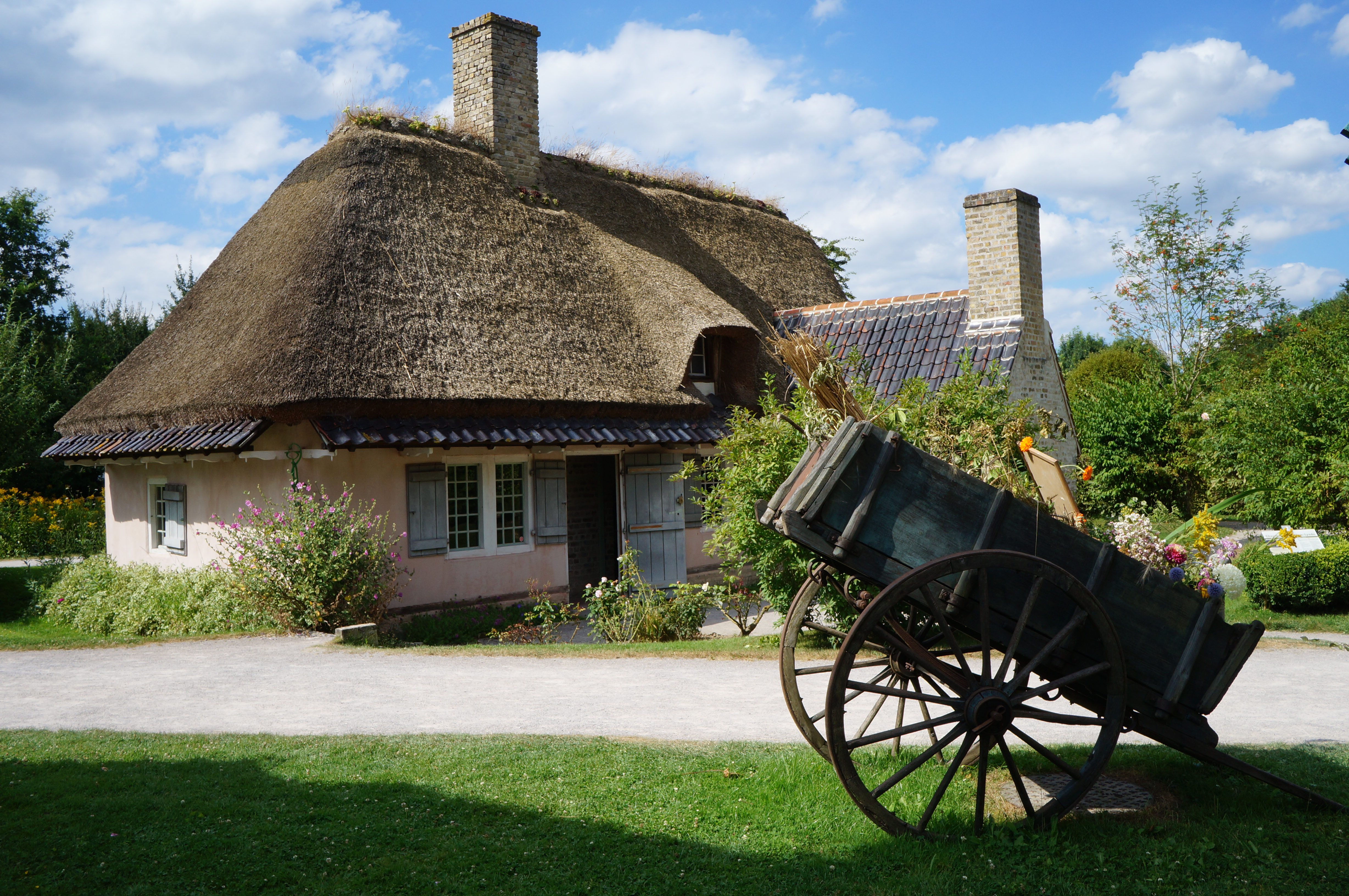
Chaumière de Killem
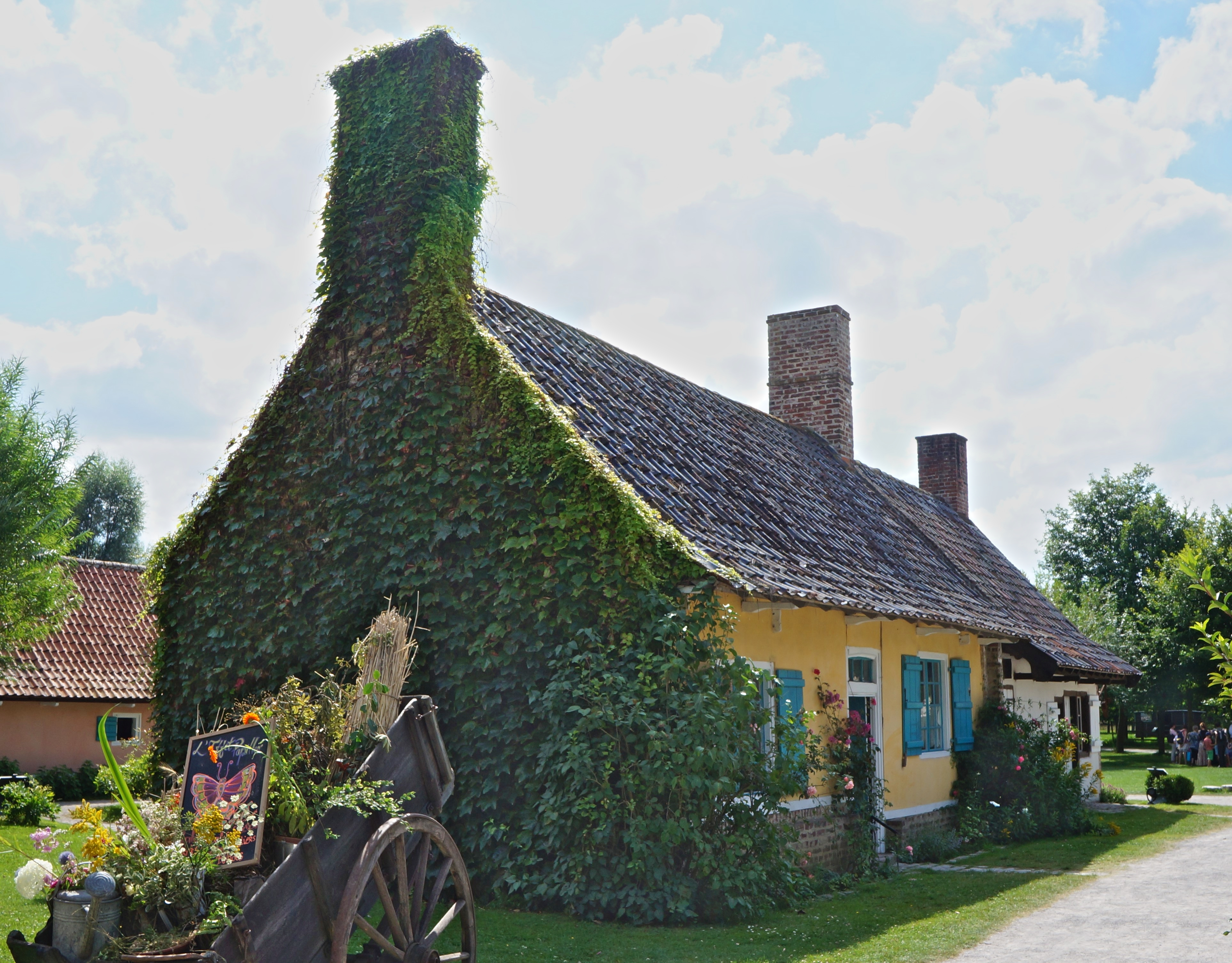
Forges d'Hondschoote